# A Morning Bath
A Morning Bath je americký němý film z roku 1896, produkovaný Edison Manufacturing Company. Režisérem je James H. White (1872–1944). Film měl premiéru 31. října 1896.

## Děj
Film zachycuje afroamerickou ženu, jak koupá své dítě v malé vaničce. Dítě pláče a matka se při tom směje. 